# Metta World Peace
Metta World Peace, anteriorment conegut com a Ron Artest, (13 de novembre de 1979, a Queensbridge, Estat de Nova York) és un jugador de bàsquet de l'NBA que la temporada 2013-14 jugà als New York Knicks a canvi d'un salari d'1,3 milions de dòlars. Mesura 1,98 metres i pesa 111 quilos, la seva posició natural és la d'aler i porta a l'esquena el número 51 en record a l'època d'institut del seu pare (afeccionat als New York Knicks). A principis de la dècada dels 2000 era un dels millors defensors de l'NBA. Sempre ha estat un jugador amb una fama conflictiva al darrere, però durants els darrers anys de la seva carrera s'han anat reduint els seus episodis conflictius.

## Trajectòria esportiva

### Chicago Bulls
Fou seleccionat pels Chicago Bulls a la 16a posició de la 1a ronda al draft del 1999, procedent de St. John's. Durant els dos anys que va jugar va fer de mitjana 12,5 punts i 4 rebots per partit. Durant la temporada 2001-2002, Ron Artest fou traspassat als Indiana Pacers juntament amb Brad Miller i Kevin Ollie a canvi de Jalen Rose, Travis Best, Norman Richardson i una segona ronda del draft.

### Indiana Pacers
En aquesta franquícia, Ron Artest va durar 4 anys (des del 2002 fins al 2006) i va fer el millor any de la seva carrera: durant la temporada 2003/04 va fer de mitjana 18,3 punts, 5,7 rebots i 3,7 assistències per partit, fet que li va permetre entrar a l'All-Star en condició de reserva (la seva actuació fou de 17 minuts jugats, 7 punts, 3 rebots, 3 assistències i 1 pilota robada) i guanyar el premi al Defensor de l'Any de l'NBA.
El 19 de novembre de 2004 (pertanyent a la temporada 2004/05) Ron Artest es va veure involucrat en una baralla entre els Indiana Pacers (ell, Stephen Jackson i Jermaine O'Neal contra els Detroit Pistons (Ben Wallace i dos afeccionats), colpejant junt a Stephen Jackson i Jermaine O'Neal dos seguidors dels Pistons que els estaven increpant, desenvolupant-se així la Batalla d'Auburn Hills (considerada unànimement com el fet més vergonyós de la història de la lliga). L'endemà, els 4 jugadors implicats a la baralla foren sancionats, emportant-se Ron Artest la sanció més dura: perdre's la resta de la temporada (86 partit, sanció rècord a la lliga).
Des de l'inici de la temporada 2005/06, Artest demanà un traspàs a Larry Bird (mànager general dels Indiana Pacers), aquest no el traspasà, sinó que el col·locà a la llista de jugadors inactius perquè quedés apartat de la resta de l'equip. Després de moltes tensions internes, al 24 de gener els Indiana Pacers acabaren acceptant un traspàs de Ron Artest als Sacramento Kings a canvi de Pedja Stojakovic
Durant aquests tres anys i mig a Indiana, en Ron portà tres nombres: el 15, el 23 i el 91

### Sacramento Kings
Tot i elevar les seves prestacions (va fer de mitjana 18,8 punts a la 2006/2007 i 20,5 punts a la 2007/2008) els Kings no es varen classificar pels Play-Offs i Ron Artest va mostrar les seves intencions d'anar a Los Angeles Lakers, presentant-se inesperadament al vestuari d'aquests quan van perdre la Final de l'NBA del 2008, i assegurant a Phil Jackson i Kobe Bryant que faria qualsevol cosa per entrar en aquell equip.
Fora de l'NBA Ron Artest va tenir nombrosos problemes legals, que van provocar la pèrdua de la custòdia de la seva gossa Socks, el seu ingrés a la presó durant 10 dies i 10 dies més fent programes socials per reduir la condemna.

### Houston Rockets
El 14 d'agost de 2008 fou traspassat als Houston Rockets junt amb Sean Singletary i Patrick Ewing Jr. a canvi de Donté Green, Bobby Jackson, una futura ronda del draft del 2009 i diners.
Amb la seva arribada a la franquícia, els Houston Rockets varen aconseguir passar la primera ronda dels Play-Offs després de 12 anys, però van caure fàcilment contra Los Angeles Lakers.

### Los Angeles Lakers
Durant l'agost del 2009, Ron Artest va firmar un contracte per 5 anys i 33 milions de dòlars, en substitució de l'aler Trevor Ariza.
El primer any a Los Angeles Lakers, Ron va triar el nombre 37, segons ell en homenatge a Michael Jackson (Thriller va durar 37 setmanes com a disc més venut).
Ron Artest fou l'home clau perquè els Lakers aconseguissin l'anell de campions l'any 2010, fet que el va assentar com a escuder de luxe de la parella guanyadora Kobe Bryant-Pau Gasol.
A la temporada 2010/2011, Ron Artest va tornar a portar el dorsal 15, el seu primer dorsal a l'institut quan començà a jugar a bàsquet. Mentrestant, els Lakers van quedar eliminats a les Finals de Conferència i no varen poder revalidar el títol.
Abans de l'inici de la temporada 2011/2012, Ron Artest es va canviar el nom per Metta World Peace (amb un significat similar a la pau mundial). Phil Jackson (l'artífex de l'anell aconseguit fa dos anys) va deixar el càrrec d'entrenador, essent aquest ocupat per Mike Brown amb el qual Metta World Peace va veure molt reduïda la seva participació en la pista.
A la temporada 2012/2013, Mike Brown va ser despatxat i Mike D'Antoni ocupà el seu lloc, transmetent un ritme de joc que no era el més adequat a una plantilla veterana, acabant amb molts jugadors lesionats (entre ells el mateix Metta) i essent esborrats dels Play-Offs amb un 4-0 pels San Antonio Spurs a la primera ronda.
Durant l'estiu del 2013, Metta World Peace havia fet pública la intenció d'estendre el seu contracte, però la directiva dels Lakers decidí amnistiar el seu contracte, pagant els 7,7 milions de dòlars que li quedaven per cobrar sense que constin a l'espai salarial de la plantilla per a la temporada 2013/2014

### New York Knicks
Veient que cap equip per sota del límit salarial decidí apostar per Metta World Peace, els New York Knicks decidiren oferir a en Metta un contracte bianual per 1,3 milions de dòlars per any (mínim per a veterans). Metta acceptà, ja que volia tornar a la seva ciutat natal i volia complir el somni del seu pare: jugar al Madison Square Garden defensant la samarreta de l'equip de la ciutat. També per honorar el seu pare, en Metta decidí canviar el nombre 15 (retirat per la franquícia) pel 51 (nombre que portava el seu pare a l'època d'institut).

## Estadístiques

### Temporada regular
| Any      | Equip       | PJ  | PT  | MPP  | %TC  | %3P  | %TL  | RPP | APP | ROB | TPP | PPP  |
| -------- | ----------- | --- | --- | ---- | ---- | ---- | ---- | --- | --- | --- | --- | ---- |
| 1999–00  | Chicago     | 72  | 63  | 31.1 | .407 | .314 | .674 | 4.3 | 2.8 | 1.6 | .5  | 12.0 |
| 2000–01  | Chicago     | 76  | 74  | 31.1 | .401 | .291 | .750 | 3.9 | 3.0 | 2.0 | .6  | 11.9 |
| 2001–02  | Chicago     | 27  | 26  | 30.5 | .433 | .396 | .628 | 4.9 | 2.9 | 2.8 | .9  | 15.6 |
| 2001–02  | Indiana     | 28  | 24  | 29.3 | .411 | .215 | .733 | 5.0 | 1.8 | 2.4 | .6  | 10.9 |
| 2002–03  | Indiana     | 69  | 67  | 33.6 | .428 | .336 | .736 | 5.2 | 2.9 | 2.3 | .7  | 15.5 |
| 2003–04  | Indiana     | 73  | 71  | 37.2 | .421 | .310 | .733 | 5.3 | 3.7 | 2.1 | .7  | 18.3 |
| 2004–05  | Indiana     | 7   | 7   | 41.6 | .496 | .412 | .922 | 6.4 | 3.1 | 1.7 | .9  | 24.6 |
| 2005–06  | Indiana     | 16  | 16  | 37.7 | .460 | .333 | .612 | 4.9 | 2.2 | 2.6 | .7  | 19.4 |
| 2005–06  | Sacramento  | 40  | 40  | 40.1 | .383 | .302 | .717 | 5.2 | 4.2 | 2.0 | .8  | 16.9 |
| 2006–07  | Sacramento  | 70  | 65  | 37.7 | .440 | .358 | .740 | 6.5 | 3.4 | 2.1 | .6  | 18.8 |
| 2007–08  | Sacramento  | 57  | 54  | 38.1 | .453 | .380 | .719 | 5.8 | 3.5 | 2.3 | .7  | 20.5 |
| 2008–09  | Houston     | 69  | 55  | 35.5 | .401 | .399 | .748 | 5.2 | 3.3 | 1.5 | .3  | 17.1 |
| 2009–10  | L.A. Lakers | 77  | 77  | 33.8 | .414 | .355 | .688 | 4.3 | 3.0 | 1.4 | .3  | 11.0 |
| 2010–11  | L.A. Lakers | 82  | 82  | 29.4 | .397 | .356 | .676 | 3.3 | 2.1 | 1.5 | .4  | 8.5  |
| 2011-12  | L.A. Lakers | 64  | 45  | 26.9 | .394 | .296 | .617 | 3.4 | 2.2 | 1.1 | .4  | 7.7  |
| 2012-13  | L.A. Lakers | 75  | 66  | 33.7 | .403 | .342 | .734 | 5.0 | 1.5 | 1.6 | .6  | 12.4 |
| Total    |             | 902 | 832 | 33.6 | .417 | .342 | .716 | 4.7 | 2.9 | 1.8 | .6  | 14.1 |
| All-Star |             | 1   | 0   | 17.0 | .600 | .000 | .500 | 3.0 | 3.0 | 1.0 | .0  | 7.0  |

### Play-Offs
| Any   | Equip       | PJ | PT | MPP  | %TC  | %3P  | %TL   | RPP | APP | ROB | TPP | PPP  |
| ----- | ----------- | -- | -- | ---- | ---- | ---- | ----- | --- | --- | --- | --- | ---- |
| 2002  | Indiana     | 5  | 5  | 33.4 | .407 | .462 | .692  | 6.0 | 3.2 | 2.6 | .6  | 11.8 |
| 2003  | Indiana     | 6  | 6  | 42.0 | .389 | .387 | .800  | 5.8 | 2.2 | 2.5 | 1.0 | 19.0 |
| 2004  | Indiana     | 15 | 15 | 38.9 | .378 | .288 | .718  | 6.5 | 3.2 | 1.4 | 1.1 | 18.4 |
| 2006  | Sacramento  | 5  | 5  | 39.6 | .383 | .333 | .696  | 5.0 | 3.0 | 1.6 | .8  | 17.4 |
| 2009  | Houston     | 13 | 13 | 37.5 | .394 | .277 | .714  | 4.3 | 4.2 | 1.1 | .2  | 15.6 |
| 2010  | L.A. Lakers | 23 | 23 | 36.5 | .398 | .291 | .579  | 4.0 | 2.1 | 1.5 | .5  | 11.2 |
| 2011  | L.A. Lakers | 9  | 9  | 31.9 | .443 | .321 | .762  | 4.6 | 2.2 | 1.1 | .8  | 10.6 |
| 2012  | L.A. Lakers | 6  | 6  | 39.3 | .367 | .389 | .750  | 3.5 | 2.3 | 2.2 | .7  | 11.7 |
| 2013  | L.A. Lakers | 3  | 3  | 28.0 | .250 | .143 | 1.000 | 3.7 | 1.7 | .7  | .3  | 6.0  |
| Total |             | 85 | 85 | 36.9 | .389 | .308 | .714  | 4.8 | 2.8 | 1.5 | .7  | 13.9 |